# Antonio Mizzoni
Antonio Mizzoni (Veroli, 19 marzo 1919 – ...) è stato un militare italiano, insignito della medaglia d'oro al valor militare a vivente nel corso della seconda guerra mondiale.

## Biografia
Nacque a Veroli, provincia di Frosinone, il 19 marzo 1919. 
Conseguito il diploma magistrale presso la sua città natale nel 1938, alla fine dello stesso anno fu chiamato a prestare servizio militare di leva nel Regio Esercito. Dal Deposito Truppe Coloniali di Napoli fu mandato in Africa Orientale Italiana per frequentarvi il corso allievi ufficiali di complemento (A.U.C.) presso il battaglione scuola del 10º Reggimento granatieri. Nominato aspirante ufficiale nel luglio 1939, fu assegnato per il servizio di prima nomina al XLIII Battaglione coloniale "Adua" presso il quale, nell'ottobre successivo, fu nominato tenente di complemento dell'arma di fanteria, corpo dei bersaglieri. Nel corso della seconda guerra mondiale, tra l'11 giugno 1940 e il 31 gennaio 1941, prese parte al comando di un reparto del battaglione agli aspri combattimenti sul fronte di Cheren, a Cassala, Uaccai ed Agordat. Durante la conquista di Monte Cocken riportò gravi ferite alla colonna vertebrale per le quali venne ricoverato presso l'ospedale militare dell'Asmara dove, nell’aprile 1941, fu fatto prigioniero di guerra dagli inglesi. Rimpatriato a seguito di scambio di prigionieri invalidi, sbarcò a Venezia il 15 gennaio 1943. Ricoverato in vari ospedali, fu definitivamente posto in congedo nel febbraio 1947 e, iscritto nel Ruolo d’Onore, venne promosso tenente colonnello dal 1967. Risiedette a Roma.

### Fonti
1. 1 2 3 4 5 6 7 8 9  Combattenti Liberazione.
2. 1 2  Gruppo Medaglie d'Oro al Valor Militare 1982, p. 21.
3. ↑   Medaglia d'oro al valor militare Mizzoni, Antonio, su quirinale.it, Quirinale. URL consultato l'11 luglio 2021.